# Memorial Van Damme 1998
O Memorial Van Damme 1998 é um meeting de atletismo que teve lugar em 28 de agosto de 1997 no estádio Roi Baudouin em Bruxelas.
Esta reunião faz parte dos meetings da Golden League. Tratou-se da 22ª edição do Meeting de Bruxelas.
| Memorial Van Damme 1997 | Memorial Van Damme 1998 | Memorial Van Damme 1999 |

## Resultados

### Abreviaturas
As seguintes abreviaturas são utilizadas nos quadros que se seguem:
- AR = Area Record - recorde de Área geográfica
- MR = Meeting Record - recorde do meeting
- NR = National Record - recorde nacional
- PB = Personal Best - recorde pessoal
- SB = Seasonal Best - melhor prestação pessoal da temporada
- WL = World Leading - líder mundial actual (época de 1998)
- DQ = desclassificado
- DNF= não terminou

### Homens

#### 100 metros
| Rank | Atleta            | País              | Marca |
| ---- | ----------------- | ----------------- | ----- |
| 1    | Maurice Greene    | Estados Unidos    | 09"94 |
| 2    | Jon Drummond      | Estados Unidos    | 10"01 |
| 3    | Ato Boldon        | Trinidad e Tobago | 10"08 |
| 4    | Seun Ogunkoya     | Nigéria           | 10"14 |
| 5    | Obadele Thompson  | Barbados          | 10"14 |
| 6    | Vincent Henderson | Estados Unidos    | 10"18 |
| 7    | Bruny Surin       | Canadá            | 10"19 |
| 8    | Francis Obikwelu  | Nigéria           | 10"21 |
| 9    | Percival Spencer  | Jamaica           | 10"39 |

v.d.: -0,3 m/s

#### 200 metros
| Rank | Atleta             | País           | Marca |
| ---- | ------------------ | -------------- | ----- |
| 1    | Jon Drummond       | Estados Unidos | 20"15 |
| 2    | Francis Obikwelu   | Nigéria        | 20"17 |
| 3    | Brian Lewis        | Estados Unidos | 20"52 |
| 4    | Kevin Braunskill   | Estados Unidos | 20"54 |
| 5    | Deji Aliu          | Nigéria        | 20"56 |
| 6    | Troy Douglas       | Países Baixos  | 20"58 |
| 7    | Erik Wijmeersch    | Bélgica        | 20"84 |
| 8    | Geir Moen          | Noruega        | 20"86 |
| 9    | Patrick Van Balkom | Países Baixos  | 20"90 |

v.f.: +0,3 m/s

#### 400 metros
| Rank | Atleta           | País           | Marca   |
| ---- | ---------------- | -------------- | ------- |
| 1    | Michael Johnson  | Estados Unidos | 44"06MR |
| 2    | Jerome Young     | Estados Unidos | 44"73   |
| 3    | Iwan Thomas      | Reino Unido    | 44"95   |
| 4    | Michael McDonald | Jamaica        | 45"26   |
| 5    | Davis Kamoga     | Uganda         | 45"33   |
| 6    | Alvin Harrison   | Estados Unidos | 45"39   |
| 7    | Robert Maćkowiak | Polónia        | 45"65   |
| 8    | Kjell Provost    | Bélgica        | 46"38   |
| 9    | Solomon Wariso   | Reino Unido    | DQ      |

#### 800 metros
| Rank | Atleta               | País        | Marca   |
| ---- | -------------------- | ----------- | ------- |
| 1    | Japheth Kimutai      | Quênia      | 1'44"80 |
| 2    | André Bucher         | Suíça       | 1'45"05 |
| 3    | Mark Everett         | Quênia      | 1'45"07 |
| 4    | Nils Schumann        | Alemanha    | 1'45"36 |
| 5    | Arthémon Hatungimana | Burundi     | 1'45"56 |
| 6    | James McIlroy        | Reino Unido | 1'45"83 |
| 7    | Nathan Kahan         | Bélgica     | 1'46"59 |
| 8    | David Kiptoo         | Quênia      | 1'47"74 |
| 6    | Kennedy Kimwetich    | Quênia      | 1'48"04 |

#### 1500 metros
| Rank | Atleta             | País          | Marca   |
| ---- | ------------------ | ------------- | ------- |
| 1    | Hicham El Guerrouj | Marrocos      | 3'29"67 |
| 2    | Andrés Manuel Díaz | Espanha       | 3'32"48 |
| 3    | Laban Rotich       | Quênia        | 3'33"08 |
| 4    | Driss Maazouzi     | França        | 3'33"46 |
| 5    | Reyes Estévez      | Espanha       | 3'33"61 |
| 6    | John Mayock        | Reino Unido   | 3'33"90 |
| 7    | Gert-Jan Liefers   | Países Baixos | 3'34"27 |
| 8    | Rui Silva          | Portugal      | 3'34"84 |
| 9    | Benjamin Kipkurui  | Quênia        | 3'35"35 |
| 10   | Fermín Cacho       | Espanha       | 3'36"09 |

#### 3000 metros
| Rank | Atleta             | País     | Marca       |
| ---- | ------------------ | -------- | ----------- |
| 1    | Haile Gebrselassie | Etiópia  | 7'25"09WLNR |
| 2    | Luke Kipkosgei     | Quênia   | 7'32"27     |
| 3    | John Kibowen       | Quênia   | 7'33"43     |
| 4    | Manuel Pancorbo    | Quênia   | 7'33"78     |
| 5    | Mark Carroll       | Irlanda  | 7'33"84     |
| 6    | Brahim Lahlafi     | Marrocos | 7'34"15     |
| 7    | Pablo Olmedo       | México   | 7'36"17     |
| 8    | Alberto García     | Espanha  | 7'38"01     |
| 9    | Dieter Baumann     | Alemanha | 7'42"24     |
| 10   | Brahim Boulami     | Marrocos | 7'42"99     |
| 11   | Kipkurui Misoi     | Quênia   | 7'51"30     |
| 12   | Isaac Viciosa      | Espanha  | 7'54"11     |
| 13   | Bouabdallah Tahri  | França   | 7'56"74     |
| 14   | Laïd Bessou        | Argélia  | 8'11"50     |

#### 5000 metros
| Rank | Atleta          | País        | Marca      |
| ---- | --------------- | ----------- | ---------- |
| 1    | Assefa Mezgebu  | Etiópia     | 12'53"84PB |
| 2    | Daniel Komen    | Quênia      | 12'54"82   |
| 3    | Tom Nyariki     | Quênia      | 13'00"82   |
| 4    | Mustapha Essaïd | França      | 13'02"15PB |
| 5    | Jeff Schiebler  | Canadá      | 13'16"77   |
| 6    | Driss El Himer  | França      | 13'20"66   |
| 7    | Fita Bayisa     | Etiópia     | 13'21"44   |
| 8    | Keith Cullen    | Reino Unido | 13'31"07   |
| 9    | Gideon Mitei    | Quênia      | 13'52"60   |
|      | Noah Ngeny      | Quênia      | DNF        |

#### 10000 metros
| Rank | Atleta         | País        | Marca    |
| ---- | -------------- | ----------- | -------- |
| 1    | Paul Tergat    | Quênia      | 26'46"44 |
| 2    | Paul Koech     | Quênia      | 26'47"89 |
| 3    | Julius Gitahi  | Quênia      | 27'18"11 |
| 4    | Jonathan Brown | Reino Unido | 27'18"14 |
| 5    | Mark Bett      | Quênia      | 27'18"66 |
| 6    | António Pinto  | Portugal    | 27'22"98 |
| 7    | Elijah Korir   | Quênia      | 27'31"86 |
| 8    | Khalid Skah    | Marrocos    | 27'31"87 |
| 9    | Benjamin Maiyo | Quênia      | 27'34"38 |
| 10   | Salim Kipsang  | Quênia      | 27'45"32 |
| 11   | Luka Keitany   | Quênia      | 27'45"32 |
| 12   | Girma Tola     | Etiópia     | 27'53"17 |

#### 110 metros com barreiras
| Rank | Atleta           | País           | Marca |
| ---- | ---------------- | -------------- | ----- |
| 1    | Allen Johnson    | Estados Unidos | 13"06 |
| 2    | Colin Jackson    | Reino Unido    | 13"16 |
| 3    | Falk Balzer      | Alemanha       | 13"29 |
| 4    | Mark Crear       | Estados Unidos | 13"30 |
| 5    | Courtney Hawkins | Estados Unidos | 13"34 |
| 6    | Dan Philibert    | França         | 13"79 |
| 7    | Sven Pieters     | Bélgica        | 13"99 |
| 8    | Jonathan N'Senga | Bélgica        | 14"14 |
| 9    | Robin Korving    | Países Baixos  | 15"93 |

v.f.: +0,2 m/s

#### 400 metros com barreiras
| Rank | Atleta            | País           | Marca |
| ---- | ----------------- | -------------- | ----- |
| 1    | Ruslan Mashchenko | Rússia         | 48"46 |
| 2    | Dinsdale Morgan   | Jamaica        | 48"50 |
| 3    | Samuel Matete     | Zâmbia         | 48"62 |
| 4    | Stéphane Diagana  | França         | 48"69 |
| 5    | Paweł Januszewski | Polónia        | 48"87 |
| 6    | Rohan Robinson    | Austrália      | 49"44 |
| 7    | Jiří Mužík        | Chéquia        | 49"63 |
| 8    | Kevin Young       | Estados Unidos | 50"10 |
| -    | Bryan Bronson     | Estados Unidos | DQ    |

#### Salto em altura
| Rank | Atleta              | País           | Marca  |
| ---- | ------------------- | -------------- | ------ |
| 1    | Sergey Klyugin      | Rússia         | 2,28 m |
| 2    | Martin Buss         | Alemanha       | 2,25 m |
| 3=   | Brian Brown         | Estados Unidos | 2,20 m |
| 3=   | Steinar Hoen        | Noruega        | 2,20 m |
| 3=   | Artur Partyka       | Polónia        | 2,20 m |
| 6    | Dimitrios Kokotis   | Grécia         | 2,20 m |
| 7=   | Troy Kemp           | Bahamas        | 2,15 m |
| 7=   | Charles Austin      | Estados Unidos | 2,15 m |
| 9    | Abderrahmane Hammad | Argélia        | 2,15 m |

#### Salto com vara
| Rank | Atleta            | País           | Marca    |
| ---- | ----------------- | -------------- | -------- |
| 1    | Jeff Hartwig      | Estados Unidos | 5,95 mMR |
| 2    | Maksim Tarasov    | Rússia         | 5,85 m   |
| 3    | Danny Ecker       | Alemanha       | 5,80 m   |
| 4    | Lawrence Johnson  | Estados Unidos | 5,80 m   |
| 5    | Pat Manson        | Estados Unidos | 5,60 m   |
| 6    | Khalib Lachheb    | França         | 5,60 m   |
| 7    | Viktor Chistyakov | Rússia         | 5,50 m   |
| 8    | Vadim Strogalyov  | Rússia         | 5,40 m   |
| -    | Dmitri Markov     | Bielorrússia   | NM       |
| -    | Jean Galfione     | França         | NM       |

#### Triplo salto
| Rank | Atleta               | País           | Marca   |
| ---- | -------------------- | -------------- | ------- |
| 1    | Denis Kapustin       | Rússia         | 17,00 m |
| 2    | Charles M. Friedek   | Alemanha       | 16,90 m |
| 3    | Aleksandr Glavatskiy | Ucrânia        | 16,52 m |
| 4    | LaMark Carter        | Estados Unidos | 16,52 m |
| 5    | Rogel Nachum         | Israel         | 16,22 m |
| 6    | Zsolt Czingler       | Hungria        | 16,05 m |
| 7    | Yoelbi Quesada       | Cuba           | 15,93 m |
| 8    | Kedjeloba Mambo      | Rússia         | 15,51 m |

#### Lançamento do dardo
| Rank | Atleta         | País           | Marca   |
| ---- | -------------- | -------------- | ------- |
| 1    | Steve Backley  | Reino Unido    | 84,23 m |
| 2    | Aki Parviainen | Finlândia      | 83,54 m |
| 3    | Mick Hill      | Reino Unido    | 81,41 m |
| 4    | Tom Pukstys    | Estados Unidos | 80,31 m |
| 5    | Johan Kloeck   | Bélgica        | 80,19 m |
| 6    | Marius Corbett | África do Sul  | 79,85 m |
| 7    | Sergey Makarov | Rússia         | 79,79 m |
| 8    | Matti Nähri    | Finlândia      | 77,07 m |

### Mulheres

#### 100 metros
| Rank | Atleta            | País           | Marca |
| ---- | ----------------- | -------------- | ----- |
| 1    | Marion Jones      | Estados Unidos | 10"80 |
| 2    | Christine Arron   | França         | 10"95 |
| 3    | Savatheda Fynes   | Bahamas        | 11"09 |
| 4    | Beverly McDonald  | Jamaica        | 11"14 |
| 5    | Ekaterini Thanou  | Grécia         | 11"16 |
| 6    | Chryste Gaines    | Estados Unidos | 11"19 |
| 7    | Zhanna Block      | Ucrânia        | 11"23 |
| 8    | Irina Privalova   | Rússia         | 11"24 |
| 9    | Frédérique Bangué | França         | 11"45 |

v.d.: -0,8 m/s

#### 200 metros
| Rank | Atleta               | País           | Marca |
| ---- | -------------------- | -------------- | ----- |
| 1    | Inger Miller         | Estados Unidos | 22"20 |
| 2    | Beverly McDonald     | Jamaica        | 22"39 |
| 3    | Mary Onyali-Omagbemi | Nigéria        | 22"67 |
| 4    | Irina Privalova      | Rússia         | 22"82 |
| 5    | Natalya Voronova     | Rússia         | 22"85 |
| 6    | Kim Gevaert          | Bélgica        | 23"10 |
| 7    | Nora Ivanova         | Bulgária       | 23"38 |
| 8    | Svetlana Goncharenko | Rússia         | 23"41 |

v.f.: +0,3 m/s

#### 400 metros
| Rank | Atleta            | País           | Marca |
| ---- | ----------------- | -------------- | ----- |
| 1    | Falilat Ogunkoya  | Nigéria        | 49"60 |
| 2    | Charity Opara     | Nigéria        | 50"24 |
| 3    | Sandie Richards   | Jamaica        | 50"42 |
| 4    | Jearl Miles-Clark | Estados Unidos | 50"43 |
| 5    | Helena Fuchsová   | Chéquia        | 50"52 |
| 6    | Uta Rohländer     | Alemanha       | 50"80 |
| 7    | Ionela Târlea     | Roménia        | 50"82 |
| 8    | Lorraine Fenton   | Jamaica        | 51"16 |

#### 1000 metros
| Rank | Atleta                  | País         | Marca     |
| ---- | ----------------------- | ------------ | --------- |
| 1    | Maria de Lurdes Mutola  | Moçambique   | 2'31"55WL |
| 2    | Stephanie Graf          | Áustria      | 2'34"47NR |
| 3    | Yelena Afanasyeva       | Rússia       | 2'34"60PB |
| 4    | Patricia Djaté-Taillard | França       | 2'35"94   |
| 5    | Olena Buzhenko          | Ucrânia      | 2'36"00   |
| 6    | Sandra Stals            | Bélgica      | 2'38"47PB |
| 7    | Letitia Vriesde         | Suriname     | 2'39"56   |
| -    | Natalya Dukhnova        | Bielorrússia | DNF       |

#### 1500 metros
| Rank | Atleta                 | País     | Marca   |
| ---- | ---------------------- | -------- | ------- |
| 1    | Svetlana Masterkova    | Rússia   | 3'58"95 |
| 2    | Carla Sacramento       | Portugal | 4'00"08 |
| 3    | Kutre Dulecha          | Etiópia  | 4'00"47 |
| 4    | Sonia O'Sullivan       | Irlanda  | 4'01"08 |
| 5    | Jackline Maranga       | Quênia   | 4'01"88 |
| 6    | Gete Wami              | Etiópia  | 4'02"29 |
| 7    | Naomi Mugo             | Quênia   | 4'02"74 |
| 8    | Anna Jakubczak         | Polónia  | 4'03"63 |
| 9    | Sinead Delahunty       | Irlanda  | 4'04"22 |
| 10   | Anita Weyermann        | Suíça    | 4'05"51 |
| 11   | Maite Zúñiga           | Espanha  | 4'05"89 |
| 12   | Anja Smolders          | Bélgica  | 4'11"94 |
| 13   | Veerle Dejaeghere      | Bélgica  | 4'14"28 |
| 14   | Nora Leticia Rocha     | México   | 4'14"46 |
| -    | Violeta Beclea-Szekely | Roménia  | DQ      |
| -    | Lyubov Gurina          | Rússia   | DNF     |
| -    | Faith Macharia         | Quênia   | DNF     |

#### 100 metros com barreiras
| Rank | Atleta           | País           | Marca |
| ---- | ---------------- | -------------- | ----- |
| 1    | Glory Alozie     | Marrocos       | 12"44 |
| 2    | Michelle Freeman | Jamaica        | 12"70 |
| 3    | Melissa Morrison | Estados Unidos | 12"71 |
| 4    | Keturah Anderson | Canadá         | 12"85 |
| 5    | Dionne Rose      | Jamaica        | 12"90 |
| 6    | Gillian Russell  | Jamaica        | 12"92 |
| 7    | Svetla Dimitrova | Bulgária       | 13"30 |
| 8    | Patricia Girard  | França         | 13"45 |
| 9    | Cheryl Dickey    | Estados Unidos | 13"50 |

#### 400 metros com barreiras
| Rank | Atleta             | País           | Marca |
| ---- | ------------------ | -------------- | ----- |
| 1    | Nezha Bidouane     | Marrocos       | 53"43 |
| 2    | Kim Batten         | Estados Unidos | 53"72 |
| 3    | Tatyana Tereshchuk | Ucrânia        | 53"85 |
| 4    | Andrea Blackett    | Barbados       | 54"28 |
| 5    | Deon Hemmings      | Jamaica        | 54"69 |
| 6    | Susan Smith-Walsh  | Irlanda        | 55"10 |
| 7    | Silvia Rieger      | Alemanha       | 55"41 |
| 8    | Ann Mercken        | Bélgica        | 55"74 |
| 9    | Ester Goossens     | Países Baixos  | 56"03 |

#### Salto em comprimento
| Rank | Atleta              | País     | Marca  |
| ---- | ------------------- | -------- | ------ |
| 1    | Heike Drechsler     | Alemanha | 6,78 m |
| 2    | Iva Prandzheva      | Bulgária | 6,70 m |
| 3    | Niurka Montalvo     | Cuba     | 6,67 m |
| 4    | Susen Tiedtke       | Alemanha | 6,66 m |
| 5    | Magdalena Khristova | Bulgária | 6,55 m |
| 6    | Lyudmila Galkina    | Rússia   | 6,54 m |
| 7    | Sofia Schulte       | Alemanha | 6,34 m |
| 8    | Sandrine Hennart    | Bélgica  | 6,15 m |

#### Lançamento do dardo
| Rank | Atleta                 | País      | Marca   |
| ---- | ---------------------- | --------- | ------- |
| 1    | Trine Hattestad        | Noruega   | 66,22 m |
| 2    | Sonia Bisset           | Cuba      | 66,18 m |
| 3    | Tatyana Shikolenko     | Rússia    | 65,77 m |
| 4    | Oksana Makarova        | Rússia    | 63,62 m |
| 5    | Olisdeilys Menéndez    | Cuba      | 62,48 m |
| 6    | Steffi Nerius          | Alemanha  | 62,10 m |
| 7    | Tanja Damaske          | Alemanha  | 61,94 m |
| 8    | Felicia Tilea-Moldovan | Roménia   | 60,79 m |
| 9    | Heli Rantanen          | Finlândia | 58,06 m |